# Тала (Юргинський округ)
Та́ла (рос. Талая) — присілок у складі Юргинського округу Кемеровської області, Росія.

## Населення
Населення — 1396 осіб (2010; 1213 у 2002).
Національний склад (станом на 2002 рік):
- росіяни — 93 %